# Onuka
Onuka (zapis stylizowany: ONUKA) – ukraiński zespół muzyczny, założony w 2013 roku przez producenta Jewhena Fiłatowa i wokalistkę Natę Żyżczenko. Zespół tworzy muzykę eksperymentalną, elektroniczną i folkową.
Słowo „onuka” (ukr. „wnuczka”) jest nawiązaniem do Ołeksandra Szlonczyka, dziadka Nataliji Żyżczenko.

## Historia zespołu

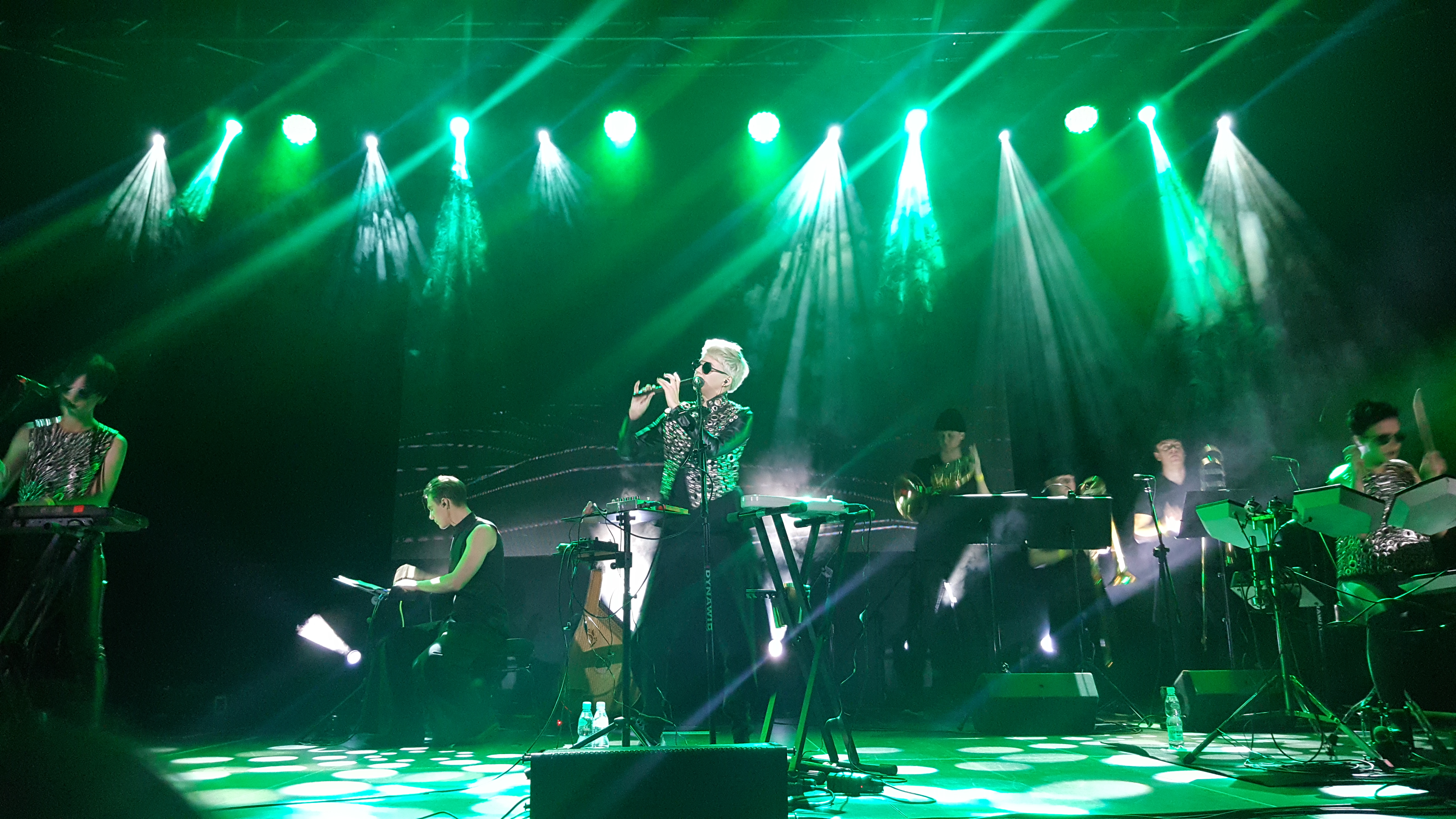
ONUKA podczas koncertu w Warszawie, październik 2017

Nata Żyżczenko zaczynała swoją karierę muzyczną w zespole Tomato Jaws, który stworzyła razem ze swoim bratem. Niektóre piosenki stworzone przez rodzeństwo zostały zremiksowane przez grupę The Maneken Jewhena Fiłatowa, co z czasem przerodziło się w założenie zespołu Onuka.
W maju 2014 roku zespół wydał swoją debiutancką minipłytę zatytułowaną Look, która zadebiutowała na pierwszym miejscu najczęściej kupowanych krążków w ukraińskim serwisie iTunes. 15 października ukazał się debiutancki album studyjny grupy zatytułowany po prostu Onuka, który trafił na pierwsze miejsce miesięcznego zestawienia najczęściej kupowanych płyt w ukraińskim serwisie iTunes.
W 2015 roku zespół zdobył Ukraińską Nagrodę Muzyczną Yuna za wygraną w kategorii Odkrycie roku. Na początku lutego 2016 roku premierę miała druga EP-ka grupy zatytułowana Widlik. Na płycie znalazł się m.in. utwór „1986”, który był hołdem dla ofiar katastrofy elektrowni jądrowej w Czarnobylu.
W 2017 roku zespół wydał dwa single: „Wsieswit” i „Guns Don’t Shoot”. 13 maja wystąpił gościnnie w finale 63. Konkursu Piosenki Eurowizji, organizowanego w Kijowie.

## Dyskografia

### Albumy studyjne
- Onuka (2014)
- Mozaïka (2018)
- Kolir (2021)

### Minialbumy (EP)
- Look (2014)
- Widlik (2016)

### Albumy koncertowe
- Mozaïka (2019)